# Martín de Mújica y Buitrón
Martín de Mújica y Buitrón, también reseñado como  Martín de Mogica o Muxica (Villafranca, Guipúzcoa, ¿?-Santiago de Chile, abril de 1649) fue un militar español que, designado por el rey Felipe IV, desempeñó el cargo de capitán general y gobernador de Chile, además de presidente de su Real Audiencia. Su gobierno en aquella destinación colonial se extendió entre mayo de 1646 y abril de 1649, cuando murió aparentemente envenenado. A menudo ha sido descrito como un administrador honesto. Buscó la paz con los mapuches, celebrando el accidentado Parlamento de Quilín (1647).

## Antes de ser gobernador
Era miembro de una familia señorial vasca. Tras ingresar muy joven en el Ejército de España, hizo carrera militar escalando los grados de capitán y sargento mayor en las guerras de Flandes y de Italia. En este último país se destacó especialmente durante la lucha contra los franceses por el control del Piamonte. El 15 de junio de 1638 dirigió un asalto nocturno contra la plaza fortificada de Vercelli, que lo reputó ante sus superiores.
Llamado de vuelta a España, es destinado como maestre de campo de Pedro Antonio de Aragón, marqués consorte de Povar, a participar en la represión de la rebelión catalana, conocida como la Guerra de los Segadores. En abril de 1642 su división fue sorprendida, y hecha completamente prisionera en Granata, por tropas francesas que apoyaban la revuelta local. Hay dos versiones sobre este incidente. Una dice que el percance sucedió al acatar órdenes desaprobadas por Mújica y su superior, el marqués. La otra, que la Corte responsabilizó a este último, puesto en el cargo de Lugarteniente de Cataluña por influencia de su madre, Catalina Fernández de Córdoba, duquesa de Cardona.
Sin saberse con certeza cómo, en 1644 Martín de Mújica ya había recobrado su libertad y estaba reincorporado en las filas españolas de Cataluña. Ostentaba el hábito de la Orden de Santiago.
Según la versión del cronista Diego de Rosales, su fama de buen soldado influyó en que el rey lo eligiera, entre muchos otros, para ejercer el gobierno de Chile, el 30 de diciembre de 1644.

### Contactos familiares en Chile
En dicho país, desde hacía unos años se hallaba el capitán Alonso de Mújica y Buitrón, aparente hermano de Martín, quien había participado en Chiloé en operaciones tardías en contra de la incursión holandesa del general Elías Herckmans. Pero sobre todo nombrado, en su época, por ser quien desenterró en la abandonada ciudad del Valdivia el cadáver del corsario Hendrick Brouwer y «por ser hereje lo quemó».
A este antecedente se suma la presencia en Chile, en la primera mitad del siglo XVII, de un capitán llamado Antonio Buitrón Mújica. Habría que entender que ya existía una larga conexión familiar con la colonia, lo cual podría haber influido en la destinación del gobernador.

## Gobernador de Chile

### Indisciplina del ejército
Llegó a Chile por la vía de Panamá y el Callao y desembarco en Concepción el 8 de mayo de 1646. Venía especialmente advertido del peligro de una invasión holandesa, pero sus primeras preocupaciones debieron ser más domésticas. El ejército se encontraba en un notable estado de desmoralización, la administración pública venía de un período de corrupción y el bandidaje rural se había incrementado notablemente. El problema, según la evaluación de los contemporáneos, se centraba en el mal comportamiento del ejército, que potenciaba los demás aspectos:
«Los soldados, sin temor de Dios, vivían de puertas adentro con sus mancebas y tenían por gala la picardía, por donaire la libertad y por bizarría el hurto; y el que más caballos, bueyes, mulas e indios hurtaba, era el más bizarro»
La simple medida de prohibir a la soldadesa permisos para pasar períodos de descanso en Santiago, habría evitado que ésta aprovechara los trayectos entre la frontera y la capital para cometer robos contra indígenas y hacendados. El agradecimiento popular fue tal, que una multitud salió de Santiago para vitorearlo por esta medida cuando se dirigía a dicha ciudad.

### Solicita rebaja de impuestos
Mújica pronto se formó una imagen de la colonia que le tocaba gobernar. Le sorprendió la pobreza local y escribió al rey buscando un reducción de los impuestos.

### Segundo parlamento de Quilín
En agosto de 1646 convocó una asamblea militar en Concepción para decidir el camino a seguir respecto de la ya casi centenaria Guerra de Arauco. En esa reunión se resolvió intentar pactar nuevas paces. Para ello se realizó el Parlamento de Quilín (1647), que resultó muy accidentado e ineficaz, pues culminó con el gobernador ejecutando a una serie de caciques mapuches, según la versión española, por complotar para matarlo.

### Terremoto
Santiago fue destruido por un terremoto el 13 de mayo de 1647, con gran devastación de la ciudad. Este infortunio ayudó a que el rey, finalmente, y tras muchas solicitudes reiteradas, librara de impuestos a Chile por el lapso de seis años, el 1 de julio de 1649. Mújica, por su parte, trató de desgravar a la población eliminando algunos cobros y suspendiendo el funcionamiento de la Real Audiencia.

### Muerte
Después de pasar casi todo el año de 1648 en operaciones militares contra los mapuches, con la esperanza de pacificar la frontera, y de celebrar la Semana Santa de 1649 en Concepción, volvió a Santiago en abril de dicho año, donde murió repentinamente. Los contemporáneos opinaron que había sido envenenado. Incluso existió un sospechoso, de profesión abogado, cuyo nombre no ha llegado hasta nuestros días:
«Bajó a Santiago el Gobernador, y a los tres días de su llegada murió con sentimiento de todos, menos de un togado que depuso de su empleo y lo confirmó el Rey».
Lo cierto es que apenas probó una ensalada, que le sirvieron durante una recepción en la capital, comenzó a botar espuma por la boca «enajenado de sus sentidos».